# Lý Cổn
Lý Cổn (chữ Hán: 李袞; bính âm: Lǐ Gǔn), ngoại hiệu Phi Thiên Đại Thánh (chữ Hán: 飛天大聖; tiếng Anh: Sky Soaring Great Sage; tiếng Việt: Đại Thánh tung bay giữa trời) là một nhân vật hư cấu trong tiểu thuyết văn học cổ điển Trung Hoa Thủy Hử. Lý Cổn xếp thứ 65 trong 108 vị đầu lĩnh Lương Sơn Bạc và xếp thứ 29 trong 72 vị sao Địa Sát, được sao Địa Tẩu Tinh (chữ Hán: 地走星; tiếng Anh: Walking Star) chiếu mệnh.

## Xuất thân
Vốn xuất thân thảo khấu tại núi Mang Đãng (芒碭山 thuộc huyện Bái, Từ Châu), Thủy Hử mô tả hình ảnh Lý Cổn oai hùng với đầu đội nón sắt, mặt vẽ mặt nạ, tay trái cầm kiếm, tay phải cầm khiên, sau lưng mang 24 cây lao. Lý Cổn là một trong 3 đầu đảng (cùng Phàn Thụy, Hạng Sung) thảo khấu ở núi Mang Đãng, dưới trướng có hơn 3000 người ngựa.

## Gia nhập Lương Sơn Bạc
Phàn Thụy, Lý Cổn và Hạng Sung ban đầu định đến đánh và chiếm Lương Sơn Bạc, do đó Tống Giang và Tiều Cái quyết định đánh núi Mang Đãng. Sử Tiến, Chu Vũ, Trần Đạt và Dương Xuân đem quân đi đầu, tuy nhiên bị đánh tan tác và chạy thoát thân.
Hôm sau, Công Tôn Thắng đề nghị Phàn Thụy phá trận Bát Quái trận của mình. Phàn Thụy sử dụng pháp thuật làm trời tối đen, hô mưa gọi gió làm quân Lương Sơn rối loạn, sau đó sai Lý Cổn, Hạng Sung đem 500 quân phá trận, song cả hai người đều bị bắt. Tống Công Minh đối đãi họ tử tế nên Lý Cổn, Hạng Sung khuyên Phàn Thụy gia nhập. Kết quả,cả ba người đều cùng nhập bọn.

## Chức vụ
Khi phân định ngôi thứ ở Lương Sơn Bạc, Lý Cổn xếp thứ 65 trong 108 vị đầu lĩnh Lương Sơn Bạc và xếp thứ 29 trong 72 vị sao Địa Sát, chức Bộ Quân Tướng Hiệu (步军将校), là một trong các đầu lĩnh chỉ huy bộ binh quân Lương Sơn Bạc.

## Sau khi chiêu an và tử trận
Sau khi nhận chiêu an, Lý Cổn cùng các đầu lĩnh Lương Sơn Bạc tham gia các chiến dịch bình quân Liêu, các lực lượng khác chống đối triều đình nhà Tống.
Trong chiến dịch bình Phương Lạp trận Mục Châu (睦州 - nay thuộc huyện Thuần An, Chiết Giang), vì tướng giặc Trịnh Bưu giết mất 2 vợ chồng Vương Anh và Hổ Tam Nương, Tống Giang cùng Lý Cổn và Hạng Sung dẫn 5000 người ngựa tiến đánh báo thù. Trịnh Bưu địch không nổi nên cùng quân chạy trốn. Vì hấp tấp muốn lập công nên Lý Cổn, Hạng Sung, Lý Quỳ liều mạng trèo đèo, vượt suối đuổi theo. Chẳng may khi qua một đoạn khe sâu, Lý Cổn trượt ngã. Ngay khi đó, ba ngàn quân mà Trịnh Bưu đã mai phục sẵn trên bờ được lệnh bắn cung nỏ xuống tới tấp như mưa giết chết Lý Cổn ngay tại khe nước.

## Trong Đãng Khấu Chí
Tại hồi 59, Tống Giang thua to ở Thái An, chạy đến Vĩnh An Duyễn Châu thì bị quân Lưu Quảng chặn đánh. Tống Giang bị Chân Tường Lân đâm chết con Chiếu Dạ Ngọc Sư Tử, được Lỗ Trí Thâm, Hạng Sung, Lý Cổn liều chết cứu thoát. Tống Giang phá vòng vây, dựa vào man thuẫn của Lý, Hạng mà chạy. Nhưng Lưu Kỳ, Tường Lân dũng mãnh, Lý Cổn bị Tường Lân đâm chết, Hạng Sung bị Lưu Kỳ chém bay đầu.